# Džamšid
Džamšid (perzijsko جمشید, Džamšīd, srednje in novoperzijsko جم, Džam, avestsko  Jima)  je mitološka oseba iz iranske kulture in tradicije, omenjena v Firduzijevi Šahnami (Knjiga kraljev).
Džamšid je opisan kot četrti in največji kralj polmitološke dinastije Pištadi, ki je vladala v Perziji pred Kajanidi. Njegova  vloga se pojavlja že v zoroastrskih knjigah, na primer v Jašt 19 in Vendidad 2,  v katerih se junak imenuje Džima(-Kšeta) – (Sijoči) Džima. 
Ime Džamšid je zdaj priljubljeno iransko moško osebno ime.

## Vira
- Josepha Sherman  (vgust 2008). Storytelling: An Encyclopedia of Mythology and Folklore. Sharpe Reference. ISBN 978-0-7656-8047-1.
- T. Pellechia Wine.  The 8,000-Year-Old Story of the Wine Trade pg XI-XII.  Running Press, London 2006 ISBN 1-56025-871-3.